# Maaloula, Hama
Mlolah (IPA: Mlōlaḥ) (tiếng Ả Rập: ملولح) là một ngôi làng Syria nằm ở Al-Hamraa Nahiyah ở huyện Hama, Hama. Theo Cục Thống kê Trung ương Syria (CBS), Mlolah có dân số 377 trong cuộc điều tra dân số năm 2004.. Trong cuộc nội chiến ở Syria, Mlolah đã bị ISIS bắt giữ, sau đó vào ngày 6 tháng 2 năm 2018, SAA đã chiếm được thị trấn này..